# Synagoge (Pécs)

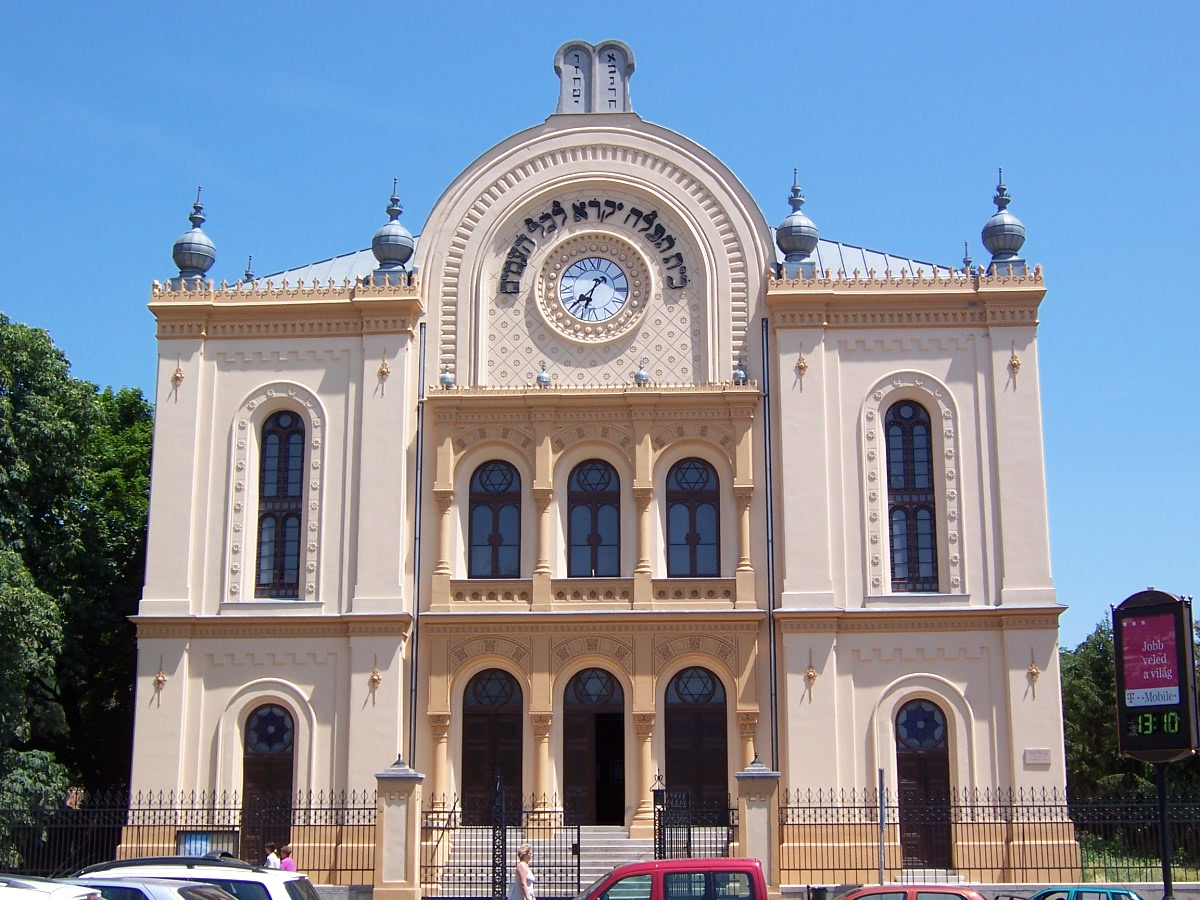
Fassade

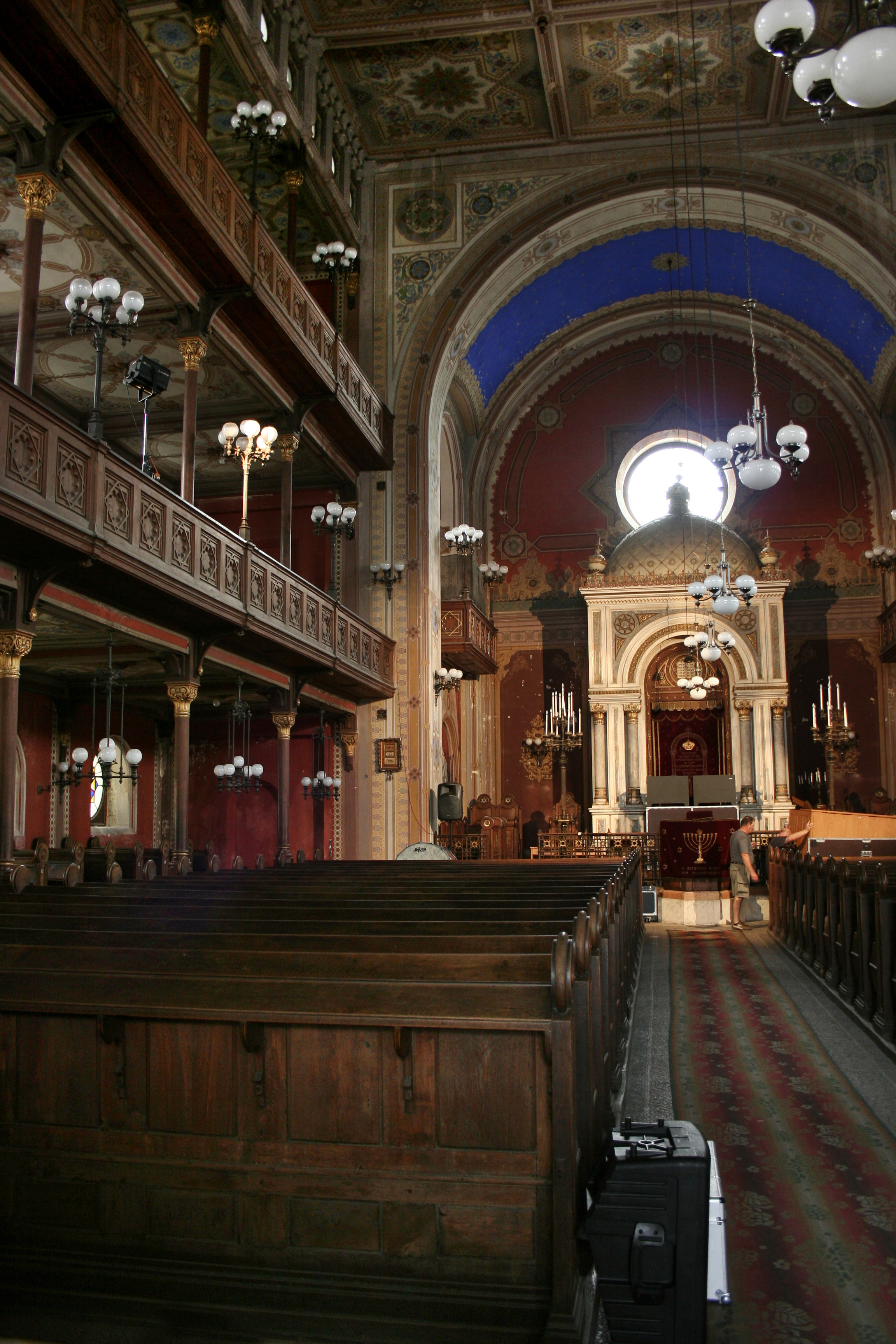
Innenraum

Die große Synagoge der ungarischen Stadt Pécs ist ein jüdisches Gotteshaus mit noch aktiver Gemeinde.

## Geschichte
Juden lebten bereits vor der osmanischen Besatzung Ungarns in der Stadt. Nach deren Abzug 1692 schwor die Stadtbevölkerung nur noch Katholiken in der Stadt siedeln zu lassen. Trotz der ungünstigen Rahmenbedingungen konnten sich Juden wieder ansiedeln. 1827 wurde ein jüdischer Friedhof angelegt und 1843 wurde die erste Synagoge gebaut, die jedoch bald zu klein wurde.

## Architektur
Das heutige Gebäude wurde im Juli 1869 fertiggestellt und orientiert sich stilistisch an der Romanik. Die Synagoge geht auf einen Entwurf der Architekten Frigyes Feszl, Károly Gerster und Lipót Kauser zurück. Die Fassade wurde zwischen 1980 und 1983 restauriert.
Der prachtvolle Innenraum befindet sich noch im Originalzustand. Geometrische Formen, florale und fruitale Elemente bestimmen den Eindruck. Die mit Sternen verzierte Decke ist vom Hauptraum optisch durch ein reich ornamentiertes Bronzegeländer getrennt. Unter einem großen Baldachin aus mächtigen Marmorsäulen befindet sich der Thora-Tisch und das Buch der Tränen, welches die Namen von 3022 Juden enthält, die während Zweiten Weltkrieges hauptsächlich ins Konzentrationslager Auschwitz deportiert und ermordet wurden. Das Ner Tamid in Form eines Davidsterns symbolisiert die immerwährende Anwesenheit Gottes. Hier befinden sich auch Sitzplätze für älteren Mitglieder der Gemeinde, die Kanzel und die Menora. An den Wänden befinden sich Gedenktafeln mit hebräischen Inschriften, die auf den letzten Gottesdienst 1944 hinweisen. Die historisch wertvolle Orgel stammt von der Firma Angster und wurde im März 1869 im Gotteshaus installiert. Rechts und links des Hauptschiffes befinden sich in Glasbehältern sogenannte „Seelenkerzen“. Auf der linken Seite des Hauptschiffs befindet sich auch ein Wasserbecken, das für die symbolische rituelle Reinigung genutzt wird. Über dem Wasserbecken befindet sich eine Uhr, welche die Zeiten des Samstagsgebets anzeigt.
Der Synagoge ist an eine auch heute noch aktive jüdische Schule angeschlossen.